# U.S. Route 19
La Ruta 19 o U.S. Route 19 es una Ruta Federal de sentido norte–sur en la región este de los Estados Unidos. Recorre alrededor de 2300 km (1400 mi) desde Memphis, Florida cerca de la costa del Golfo de México hasta Erie, Pensilvania cerca del Lago Erie, andando paralelo a la cordillera de los Apalaches. A pesar de la construcción del Sistema Interestatal de Autopistas, la carretera sigue siendo una ruta de larga distancia. La carretera conecta a varios metrópolis, incluyendo a San Petersburgo, Florida; Atlanta, Georgia; Asheville, Carolina del Norte; y Pittsburgh, Pensilvania. Entre Cane River, Carolina del Norte y Bluff City, Tennessee, la carretera se parte en dos, conocida como una ruta dividida, con un trayecto designado la ruta ‘’’19E’’ (este) y el otro trayecto designado la ruta ‘’’19W’’ (oeste).